# Vierge à l'Enfant (Bellini, New York)
La Vierge à l'Enfant de l'artiste italien de la Renaissance Giovanni Bellini, conservée au Metropolitan Museum of Art de New York, est une peinture à l'huile sur panneau de bois de 88,9 × 71,1 cm datant des années 1480.

## Description
La Vierge revêtue du bleu marial retient l'attention  par son regard appuyé vers le spectateur, le visage émergeant d'un foulard blanc sur  un pourpoint rouge. Elle est placée au centre, au-delà d'un parapet et devant une tenture  occupant les deux tiers de  la partie droite du tableau, posant son fils Jésus clairement sur une franche couleur rouge, symbole de la Passion du Christ. Celui tient dans sa main droite un coing, symbole également de la Passion. Au tiers gauche, un paysage avec  des sommets enneigés alpins au lointain et un paysage urbain verdoyant plus proche, annonce  métaphoriquement la Résurrection.
Le tableau possède un encadrement double richement décoré de style vénitien d'époque :

Détails de l'encadrement.
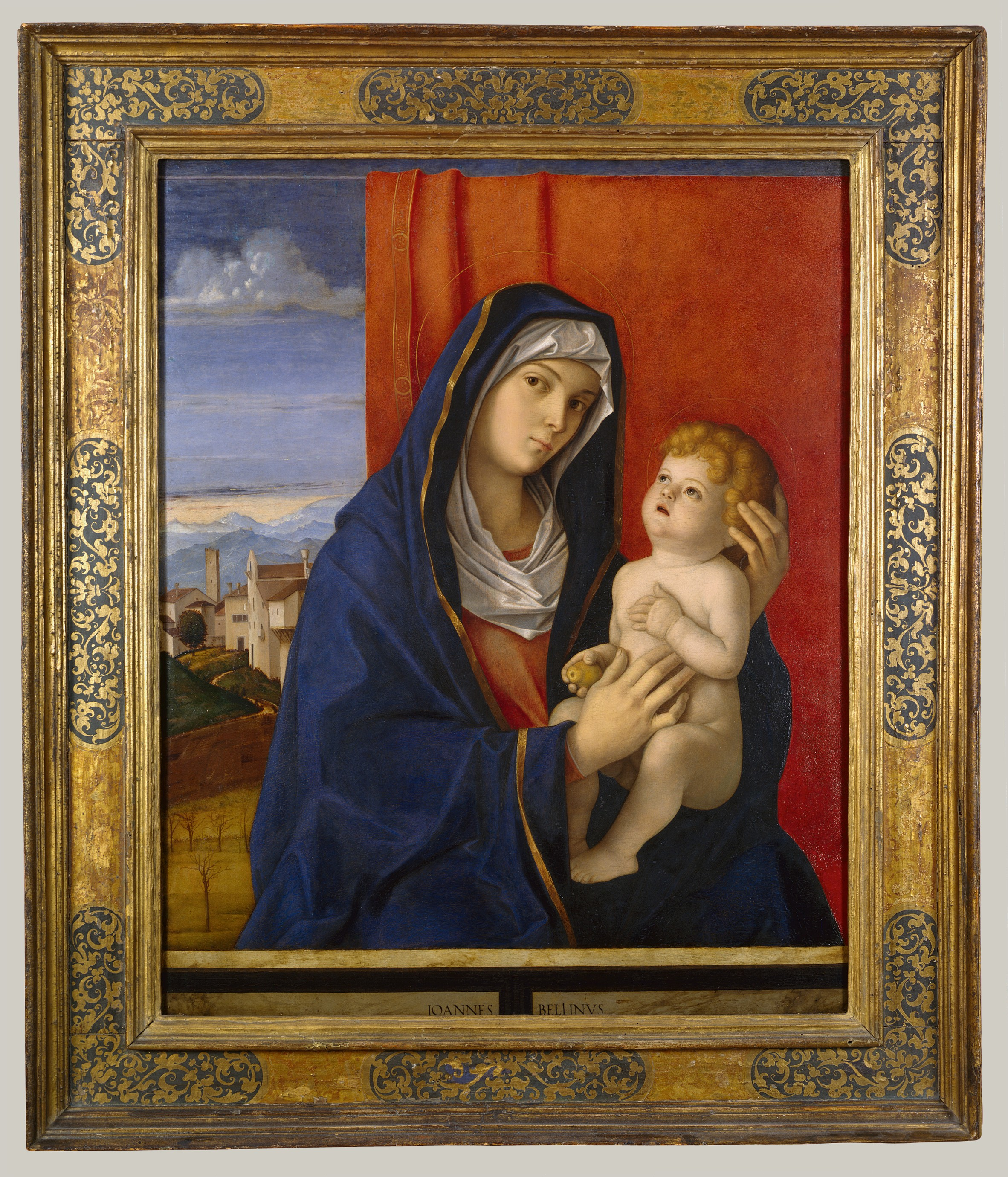
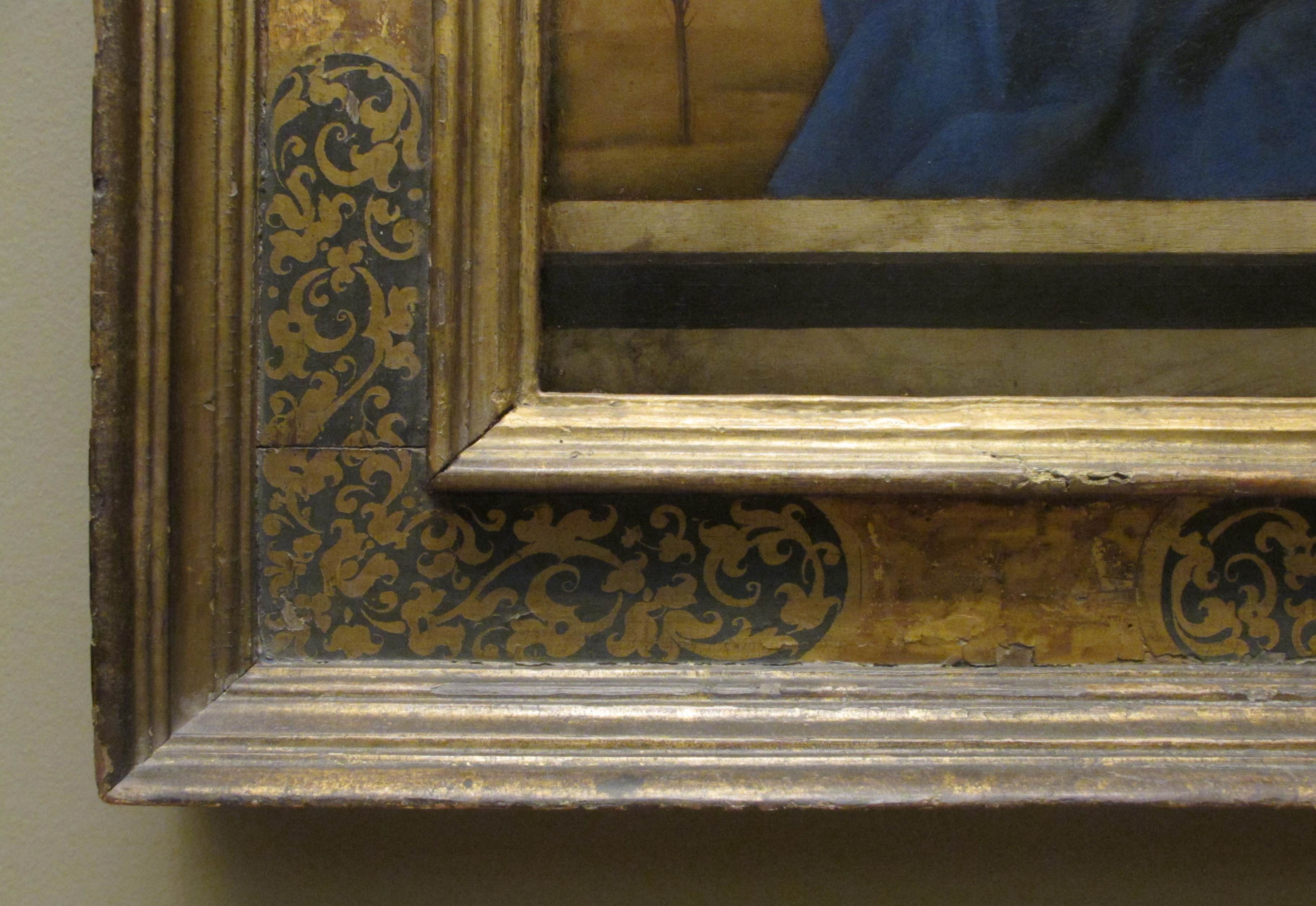
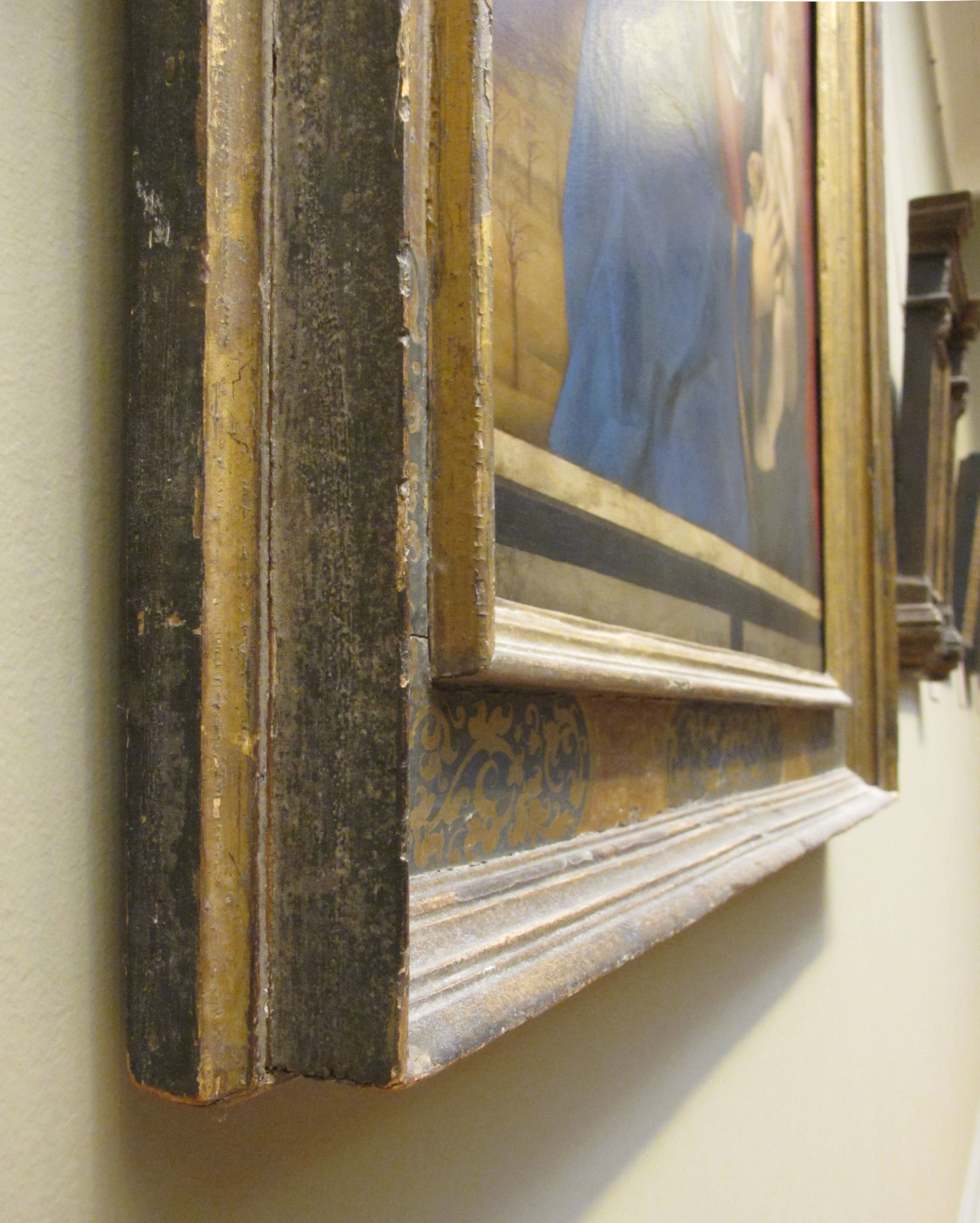